# Anton Fraes-Ehrfeld
Anton Fräss-Ehrfeld (* 26. Juli 1894 in Kolomea/Kolomyja, Galizien, heute Ukraine; † im 20. Jahrhundert) war ein österreichischer Amtsrevident und Politiker.

## Leben
Fräss-Ehrfeld war der Sohn des Rittmeisters Hermann Fräß von Ehrfeld (* 9. Oktober 1863; † 14. Juli 1934) und dessen Ehefrau Franziska († 30. Dezember 1941). Er war römisch-katholisch und heiratete Thinka von Mikuli. Mit dem Adelsaufhebungsgesetz verlor er 1919 seinen Adelstitel.
Fräss-Ehrfeld besuchte die Volksschule und das Gymnasium bis zur Matura. Danach besuchte er die Militärakademie und leistete Militärdienst. Im Jahr 1915 wurde er Leutnant im Jahr 1916 Oberleutnant im Landwehr-Ulanenregiment Nr. 3. Er schied als Rittmeister außer Dienst. Er wurde mit dem Militärverdienstkreuz III. Klasse (beide Signum Laudis), dem Karl-Truppenkreuz und der Verwundetenmedaille mit zwei Streifen ausgezeichnet.
Nach dem Ersten Weltkrieg war er Beamter im öffentlichen Dienst und dort Amtsrevident in Klagenfurt.
Im Ständestaat war er vom 19. November 1934 bis zum 11. März 1938 als Vertreter des Öffentlicher Dienstes Mitglied im Ständischen Kärntner Landtag. Im Landtag war er Mitglied des Verfassungs- und des Wirtschaftsausschusses.